# Förtroendeman
Förtroendeman kallas den (man eller kvinna), som valts att representera annan person eller grupp, exempelvis inom en politisk organisation. Inom förvaltningen skiljer man mellan politiskt tillsatta (förtroendevalda) representanter och anställda tjänstemän. En facklig förtroendeman företräder de anställda i frågor som avhandlas med arbetsgivaren.